# Daruma Rock
Der Daruma Rock ist ein Felsenkap an der Westflanke des  Nishi-naga-iwa-Gletschers an der Kronprinz-Olav-Küste des ostantarktischen Königin-Maud-Lands.
Kartografiert und fotografiert wurde er von Teilnehmern der von 1957 bis 1962 dauernden japanischen Antarktisexpedition, die ihn deskriptiv als Daruma-iwa (japanisch だるま岩, deutsch Stehaufmännchenfels) benannten. Das Advisory Committee on Antarctic Names übertrug die japanische Benennung 1968 in einer Teilübersetzung ins Englische.